# Benjamin M. Miller
Pour les articles homonymes, voir Miller.
Benjamin Meek Miller, né le 13 mars 1864 et mort le 6 février 1944, est un homme politique démocrate américain. Il est gouverneur de l'Alabama entre 1931 et 1935.